# Wanda Szemplińska-Stupnicka

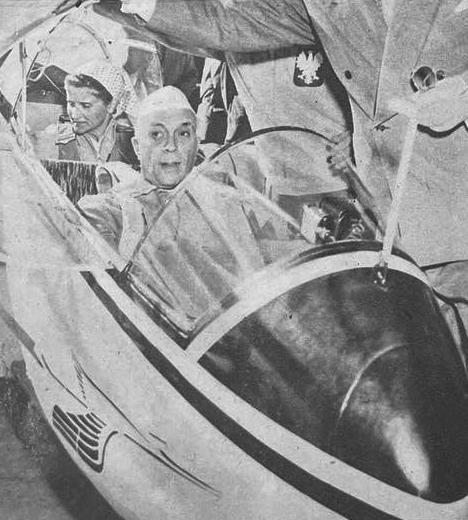
Wanda Szemplińska z premierem Indii Jawaharlal Nehru przed startem na SZD-9 Bocian z lotniska New Delhi (1955)

Wanda Szemplińska-Stupnicka (ur. 26 czerwca 1932, zm. 20 marca 2014) – polska szybowniczka, pracownik naukowy Instytutu Podstawowych Problemów Techniki Polskiej Akademii Nauk.

## Życiorys
Córka Zygmunta Szemplińskiego i Jadwigi z domu Filipkowska. Okres okupacji spędziła w Warszawie, gdzie przeżyła powstanie warszawskie. Po wojnie ukończyła Gimnazjum Limanowskiego na Żoliborzu. Od 1948 r. uprawiała szybownictwo, była członkiem Aeroklubu Warszawskiego, w 1951 r. zdobyła kolejno Srebrną i Złotą Odznakę Szybowcową. Była wielokrotną rekordzistą Polski i trzykrotną rekordzistą świata. W lipcu 1954 r. przelotem 555 km zdobyła jako pierwsza kobieta w Polsce a druga na świecie Diamentową Odznakę Szybowcową. W 1955 r. zajęła 10 miejsce w Plebiscycie Przeglądu Sportowego na najlepszego sportowca roku.
W 1955 r. wzięła udział w wyprawie polskich szybowników do Indii, pilotowała szybowiec, na pokładzie którego zasiadł indyjski premier Jawaharlal Nehru. Pod koniec lat 50. zakończyła karierę pilotki i poświęciła się pracy naukowej.
Ukończyła studia na Politechnice Warszawskiej, następnie pracowała tam w katedrze mechaniki lotu Wydziału Lotniczego. W latach 1956–1959 uczestniczyła w opracowaniu projektu motoszybowca AW-31 (AW-5L). W 1964 roku obroniła pracę doktorską związaną z teorią drgań nieliniowych.
W 1971 roku otrzymała stopień doktora habilitowanego. Od 1971 do 2002 r. była pracownikiem Instytutu Podstawowych Problemów Techniki Polskiej Akademii Nauk, w 1979 r. mianowana została profesorem nadzwyczajnym i kierowała Samodzielną Pracownią Dynamiki Stosowanej. W swoich badaniach naukowych zajmowała się mechaniką ciała stałego i cieczy, w tym dynamiką nieliniową i mechaniką lotu. Jako visiting profesor pracowała na Cornell University i Virginia Polytechnic Institute and State University w USA, wykładała na takich uczelniach jak Massachusetts Institute of Technology (MIT) i Princeton University.
W życiu prywatnym była żoną Jacka Stupnickiego, matką syna Krzysztofa.
Swe doświadczenia szybowcowe opisała w książkach "Jak być ptakiem. Wspomnienia szybowniczki" oraz "Magia królowej".

### Rekordy szybowcowe
W swej karierze pilotki szybowcowej ustanowiła rekordy:
- 21.09.1951 – rekord Polski w przelocie docelowym na szybowcu dwumiejscowym (158 km)
- 5.06.1952 – rekord świata na szybowcu dwumiejscowym w przelocie docelowo-powrotnym (164,60 km) na trasie Warszawa-Siedlce i z powrotem (na szybowcu IS-C Żuraw)
- 17.06.1952 – rekord świata w przelocie po trasie trójkąta 100 km na szybowcu dwumiejscowym (57,833 km/h) – na szybowcu Żuraw, na trasie Warszawa-Tłuszcz-Kołbiel
- 1952 – rekord Polski w przelocie docelowym (285 km)
- 23.07.1952 – rekord Polski w przelocie docelowym (305 km)
- 16.06.1953 – rekord Polski wysokości i przewyższenia (4230 m)
- 23.06.1953 – rekord Polski wysokości i przewyższenia (6380 m) oraz wysokości absolutnej (6990 m)
- 15.05.1954 – kobiecy szybowcowy rekord świata prędkości przelotu po trasie trójkąta 100 km (75,564 km/h) – nie ratyfikowany
- 31.05.1955 – rekord Polski w przelocie po trasie trójkąta 100 km na szybowcu dwumiejscowym (64,8 km/h)
- 14.06.1957 – rekord świata w przelocie po trasie trójkąta 200 km na szybowcu jednomiejscowym (59,930 km/) – na szybowcu SZD-8 Jaskółka na trasie Leszno-Środa Wielkopolska-Sulmierzyce

Za osiągnięcia sportowe została odznaczona Złotym Medalem za Wybitne Osiągnięcia Sportowe.

### Publikacje naukowe
Jest autorką prac:
- Chaos, bifurcations and fractals around us: a brief introduction, 2004
- Chaos, bifurkacje, fraktale wokół nas. Najkrótsze wprowadzenie, 2002
- Engineering applications of dynamics of chaos, 1992
- The behavior of nonlinear vibrating systems, 1990
- Chaotic motions in nonlinear dynamical systems, 1988
- On routes to chaotic motion in oscillators with unsymmetric and symmetric elastic nonlinearity, 1986
- The 1/2 subharmonic resonance and its transition to chaotic motion in a nonlinear oscillator, 1986
- Uogólnienie metody bilansu harmonicznych do wyznaczania parametrycznych rezonansów kombinowanych, 1977
- Jednomodalna metoda badania drgań rezonansowych układów nieliniowych, 1977
- Zastosowania parametrycznych równań różniczkowych w mechanice i technice, 1975